# Concacaf Gold Cup 2000
Concacaf Gold Cup 2000 spelades i Kalifornien och Florida i USA under perioden 12-27 februari 2000. Det var i Los Angeles, Miami och San Diego som man spelade. Kanada vann turneringen före Colombia.  Peru och Colombia var inbjudna från CONMEBOL, och Sydkorea från AFC.
Då alla matcher I grupp D slutade oavgjort och inget resultat kunde skilja Kanada och Sykdorea åt, fick man singla slant i stället. Kanada vann slantsinglingen, och gick till kvartsfinal, där man besegrade regerande mästarna Mexiko på golden goal med 2–1. Kanadensarna besegrade sedan Trinidad och Tobago I semifinalen 1–0 sedan Craig Forrest räddat en straffspark I första halvlek, innan man sedan besegrade Colombia med 2–0 i finalen.

## Deltagande lag
Nordamerikanska zonen direktkvalificerade:
- USA (värd, femte deltagandet i CONCACAF Gold Cup)
- Mexiko (regerande mästare, femte deltagandet i CONCACAF Gold Cup)

Karibiska zonen kvalificerade genom Karibiska mästerskapet 1998:
- Etta:  Jamaica (tredje deltagandet i CONCACAF Gold Cup))
- Tvåa:  Trinidad och Tobago (andra deltagandet i CONCACAF Gold Cup))

Centralamerikanska zonen kvalificerade genom UNCAF-mästerskapet 1999:
- Etta:  Costa Rica (tredje deltagandet i CONCACAF Gold Cup)
- Tvåa:  Guatemala (tredje deltagandet i CONCACAF Gold Cup)
- Trea:  Honduras (fjärde deltagandet i CONCACAF Gold Cup)

Kvalificerade genom playoff (spelades i USA i december 1999)
| Nr | Lag         | S | V | O | F | GM | IM | MS | P |
| -- | ----------- | - | - | - | - | -- | -- | -- | - |
| 1  | Kanada      | 3 | 2 | 1 | 0 | 4  | 2  | +2 | 7 |
| 2  | Haiti       | 3 | 1 | 1 | 1 | 3  | 3  | 0  | 4 |
| 3  | Kuba        | 3 | 1 | 1 | 1 | 3  | 2  | +1 | 4 |
| 4  | El Salvador | 3 | 0 | 1 | 2 | 3  | 6  | −3 | 1 |

|           | 6 oktober 1999 | Kanada | 0–0          | Kuba | Los Angeles Memorial Coliseum, Los Angeles        |                                                   |
| 18:00 EDT | 18:00 EDT      |        | Matchrapport |      | Publik: 6 583 Domare: Argelio Sabillón (Honduras) | Publik: 6 583 Domare: Argelio Sabillón (Honduras) |
| 18:00 EDT | 18:00 EDT      |        |              |      | Publik: 6 583 Domare: Argelio Sabillón (Honduras) | Publik: 6 583 Domare: Argelio Sabillón (Honduras) |
| 18:00 EDT | 18:00 EDT      |        |              |      | Publik: 6 583 Domare: Argelio Sabillón (Honduras) | Publik: 6 583 Domare: Argelio Sabillón (Honduras) |

|           | 6 oktober 1999 | El Salvador | 1–1          | Haiti          | Los Angeles Memorial Coliseum, Los Angeles          |                                                     |
| 20:00 EDT | 20:00 EDT      | Montes 3′   | Matchrapport | Descolines 80′ | Publik: 6 583 Domare: Ronald Gutiérrez (Costa Rica) | Publik: 6 583 Domare: Ronald Gutiérrez (Costa Rica) |
| 20:00 EDT | 20:00 EDT      |             |              |                | Publik: 6 583 Domare: Ronald Gutiérrez (Costa Rica) | Publik: 6 583 Domare: Ronald Gutiérrez (Costa Rica) |
| 20:00 EDT | 20:00 EDT      |             |              |                | Publik: 6 583 Domare: Ronald Gutiérrez (Costa Rica) | Publik: 6 583 Domare: Ronald Gutiérrez (Costa Rica) |

|           | 8 oktober 1999 | Kanada                   | 2–1          | El Salvador                    | Los Angeles Memorial Coliseum, Los Angeles      |                                                 |
| 20:00 EDT | 20:00 EDT      | Corazzin 9′ Fletcher 59′ | Matchrapport | Arce 47′ (str.) Cienfuegos 38' | Publik: 6 507 Domare: Benito Archundia (Mexiko) | Publik: 6 507 Domare: Benito Archundia (Mexiko) |
| 20:00 EDT | 20:00 EDT      |                          |              |                                | Publik: 6 507 Domare: Benito Archundia (Mexiko) | Publik: 6 507 Domare: Benito Archundia (Mexiko) |
| 20:00 EDT | 20:00 EDT      |                          |              |                                | Publik: 6 507 Domare: Benito Archundia (Mexiko) | Publik: 6 507 Domare: Benito Archundia (Mexiko) |

|           | 8 oktober 1999 | Kuba | 0–1          | Haiti          | Los Angeles Memorial Coliseum, Los Angeles      |                                                 |
| 18:00 EDT | 18:00 EDT      |      | Matchrapport | Descolines 75′ | Publik: 6 507 Domare: Mario Ramirez (Guatemala) | Publik: 6 507 Domare: Mario Ramirez (Guatemala) |
| 18:00 EDT | 18:00 EDT      |      |              |                | Publik: 6 507 Domare: Mario Ramirez (Guatemala) | Publik: 6 507 Domare: Mario Ramirez (Guatemala) |
| 18:00 EDT | 18:00 EDT      |      |              |                | Publik: 6 507 Domare: Mario Ramirez (Guatemala) | Publik: 6 507 Domare: Mario Ramirez (Guatemala) |

|           | 10 oktober 1999 | Kanada           | 2–1          | Haiti                       | Los Angeles Memorial Coliseum, Los Angeles        |                                                   |
| 13:00 EDT | 13:00 EDT       | Corazzin 9′, 43′ | Matchrapport | Descolines 48′ Thélusma 75' | Publik: 3 605 Domare: Argelio Sabillón (Honduras) | Publik: 3 605 Domare: Argelio Sabillón (Honduras) |
| 13:00 EDT | 13:00 EDT       |                  |              |                             | Publik: 3 605 Domare: Argelio Sabillón (Honduras) | Publik: 3 605 Domare: Argelio Sabillón (Honduras) |
| 13:00 EDT | 13:00 EDT       |                  |              |                             | Publik: 3 605 Domare: Argelio Sabillón (Honduras) | Publik: 3 605 Domare: Argelio Sabillón (Honduras) |

|           | 10 oktober 1999 | Kuba                               | 3–1          | El Salvador     | Los Angeles Memorial Coliseum, Los Angeles         |                                                    |
| 15:00 EDT | 15:00 EDT       | Bobadilla 43′ Prado 75′ Roldán 90′ | Matchrapport | Arce 63′ (str.) | Publik: 3 605 Domare: Rodrigo Badilla (Costa Rica) | Publik: 3 605 Domare: Rodrigo Badilla (Costa Rica) |
| 15:00 EDT | 15:00 EDT       |                                    |              |                 | Publik: 3 605 Domare: Rodrigo Badilla (Costa Rica) | Publik: 3 605 Domare: Rodrigo Badilla (Costa Rica) |
| 15:00 EDT | 15:00 EDT       |                                    |              |                 | Publik: 3 605 Domare: Rodrigo Badilla (Costa Rica) | Publik: 3 605 Domare: Rodrigo Badilla (Costa Rica) |

Gäster:
- Colombia
- Peru
- Sydkorea

## Första omgången

### Grupp A
| Nr | Lag      | S | V | O | F | GM | IM | MS | P |
| -- | -------- | - | - | - | - | -- | -- | -- | - |
| 1  | Honduras | 2 | 2 | 0 | 0 | 4  | 0  | +4 | 6 |
| 2  | Colombia | 2 | 1 | 0 | 1 | 1  | 2  | −1 | 3 |
| 3  | Jamaica  | 2 | 0 | 0 | 2 | 0  | 3  | −3 | 0 |

|          | 12 februari 2000 | Colombia     | 1–0          | Jamaica | Orange Bowl, Miami                           |                                              |
| 21:00 ET | 21:00 ET         | Martínez 15′ | Matchrapport |         | Publik: 49 591 Domare: Felipe Ramos (Mexiko) | Publik: 49 591 Domare: Felipe Ramos (Mexiko) |
| 21:00 ET | 21:00 ET         |              |              |         | Publik: 49 591 Domare: Felipe Ramos (Mexiko) | Publik: 49 591 Domare: Felipe Ramos (Mexiko) |
| 21:00 ET | 21:00 ET         |              |              |         | Publik: 49 591 Domare: Felipe Ramos (Mexiko) | Publik: 49 591 Domare: Felipe Ramos (Mexiko) |

|          | 14 februari 2000 | Jamaica      | 0–2          | Honduras                       | Orange Bowl, Miami                           |                                              |
| 19:00 ET | 19:00 ET         | Lawrence 32' | Matchrapport | Pavón 51′ (str.) Caballero 84′ | Publik: 50 164 Domare: Mario Sánchez (Chile) | Publik: 50 164 Domare: Mario Sánchez (Chile) |
| 19:00 ET | 19:00 ET         |              |              |                                | Publik: 50 164 Domare: Mario Sánchez (Chile) | Publik: 50 164 Domare: Mario Sánchez (Chile) |
| 19:00 ET | 19:00 ET         |              |              |                                | Publik: 50 164 Domare: Mario Sánchez (Chile) | Publik: 50 164 Domare: Mario Sánchez (Chile) |

|          | 16 februari 2000 | Honduras            | 2–0          | Colombia | Orange Bowl, Miami                                          |                                                             |
| 19:00 ET | 19:00 ET         | Pavón 71′ Nuñez 78′ | Matchrapport |          | Publik: 36 004 Domare: Ramesh Ramdhan (Trinidad och Tobago) | Publik: 36 004 Domare: Ramesh Ramdhan (Trinidad och Tobago) |
| 19:00 ET | 19:00 ET         |                     |              |          | Publik: 36 004 Domare: Ramesh Ramdhan (Trinidad och Tobago) | Publik: 36 004 Domare: Ramesh Ramdhan (Trinidad och Tobago) |
| 19:00 ET | 19:00 ET         |                     |              |          | Publik: 36 004 Domare: Ramesh Ramdhan (Trinidad och Tobago) | Publik: 36 004 Domare: Ramesh Ramdhan (Trinidad och Tobago) |

### Grupp B
| Nr | Lag   | S | V | O | F | GM | IM | MS | P |
| -- | ----- | - | - | - | - | -- | -- | -- | - |
| 1  | USA   | 2 | 2 | 0 | 0 | 4  | 0  | +4 | 6 |
| 2  | Peru  | 2 | 0 | 1 | 1 | 1  | 2  | −1 | 1 |
| 3  | Haiti | 2 | 0 | 1 | 1 | 1  | 4  | −3 | 1 |

|          | 12 februari 2000 | USA                                       | 3–0          | Haiti | Orange Bowl, Miami                               |                                                  |
| 19:00 ET | 19:00 ET         | Kirovski 18′ Wynalda 55′ (str.) Jones 90′ | Matchrapport |       | Publik: 49 591 Domare: Olger Mejías (Costa Rica) | Publik: 49 591 Domare: Olger Mejías (Costa Rica) |
| 19:00 ET | 19:00 ET         |                                           |              |       | Publik: 49 591 Domare: Olger Mejías (Costa Rica) | Publik: 49 591 Domare: Olger Mejías (Costa Rica) |
| 19:00 ET | 19:00 ET         |                                           |              |       | Publik: 49 591 Domare: Olger Mejías (Costa Rica) | Publik: 49 591 Domare: Olger Mejías (Costa Rica) |

|          | 14 februari 2000 | Haiti     | 1–1          | Peru       | Orange Bowl, Miami                               |                                                  |
| 21:00 ET | 21:00 ET         | Vorbe 61′ | Matchrapport | Zúñiga 69′ | Publik: 23 795 Domare: Carlos Batres (Guatemala) | Publik: 23 795 Domare: Carlos Batres (Guatemala) |
| 21:00 ET | 21:00 ET         |           |              |            | Publik: 23 795 Domare: Carlos Batres (Guatemala) | Publik: 23 795 Domare: Carlos Batres (Guatemala) |
| 21:00 ET | 21:00 ET         |           |              |            | Publik: 23 795 Domare: Carlos Batres (Guatemala) | Publik: 23 795 Domare: Carlos Batres (Guatemala) |

|          | 16 februari 2000 | Peru | 0–1          | USA       | Orange Bowl, Miami                           |                                              |
| 21:00 ET | 21:00 ET         |      | Matchrapport | Jones 59′ | Publik: 36 004 Domare: Felipe Ramos (Mexiko) | Publik: 36 004 Domare: Felipe Ramos (Mexiko) |
| 21:00 ET | 21:00 ET         |      |              |           | Publik: 36 004 Domare: Felipe Ramos (Mexiko) | Publik: 36 004 Domare: Felipe Ramos (Mexiko) |
| 21:00 ET | 21:00 ET         |      |              |           | Publik: 36 004 Domare: Felipe Ramos (Mexiko) | Publik: 36 004 Domare: Felipe Ramos (Mexiko) |

### Grupp C
| Nr | Lag                 | S | V | O | F | GM | IM | MS | P |
| -- | ------------------- | - | - | - | - | -- | -- | -- | - |
| 1  | Mexiko              | 2 | 1 | 1 | 0 | 5  | 1  | +4 | 4 |
| 2  | Trinidad och Tobago | 2 | 1 | 0 | 1 | 4  | 6  | −2 | 3 |
| 3  | Guatemala           | 2 | 0 | 1 | 1 | 3  | 5  | −2 | 1 |

|          | 13 februari 2000 | Mexiko                                                                    | 4–0          | Trinidad och Tobago | Qualcomm Stadium, San Diego                           |                                                       |
| 14:00 ET | 14:00 ET         | Márquez Lugo 36′ Hernández 52′ David 75′ (sjm.) Palencia 85′ Arellano 88' | Matchrapport |                     | Publik: 22 131 Domare: Rafael Rodríguez (El Salvador) | Publik: 22 131 Domare: Rafael Rodríguez (El Salvador) |
| 14:00 ET | 14:00 ET         |                                                                           |              |                     | Publik: 22 131 Domare: Rafael Rodríguez (El Salvador) | Publik: 22 131 Domare: Rafael Rodríguez (El Salvador) |
| 14:00 ET | 14:00 ET         |                                                                           |              |                     | Publik: 22 131 Domare: Rafael Rodríguez (El Salvador) | Publik: 22 131 Domare: Rafael Rodríguez (El Salvador) |

|          | 15 februari 2000 | Trinidad och Tobago                         | 4–2          | Guatemala             | Los Angeles Memorial Coliseum, Los Angeles         |                                                    |
| 21:00 ET | 21:00 ET         | Latapy 26′ Dwarika 36′ Nakhid 52′ Yorke 83′ | Matchrapport | Plata 30′ Ramírez 47′ | Publik: 23 621 Domare: Kim Young-Joo (South Korea) | Publik: 23 621 Domare: Kim Young-Joo (South Korea) |
| 21:00 ET | 21:00 ET         |                                             |              |                       | Publik: 23 621 Domare: Kim Young-Joo (South Korea) | Publik: 23 621 Domare: Kim Young-Joo (South Korea) |
| 21:00 ET | 21:00 ET         |                                             |              |                       | Publik: 23 621 Domare: Kim Young-Joo (South Korea) | Publik: 23 621 Domare: Kim Young-Joo (South Korea) |

|          | 17 februari 2000 | Mexiko   | 1–1          | Guatemala   | Los Angeles Memorial Coliseum, Los Angeles      |                                                 |
| 19:00 ET | 19:00 ET         | Mora 26′ | Matchrapport | Miranda 28′ | Publik: 54 246 Domare: Gustavo Méndez (Uruguay) | Publik: 54 246 Domare: Gustavo Méndez (Uruguay) |
| 19:00 ET | 19:00 ET         |          |              |             | Publik: 54 246 Domare: Gustavo Méndez (Uruguay) | Publik: 54 246 Domare: Gustavo Méndez (Uruguay) |
| 19:00 ET | 19:00 ET         |          |              |             | Publik: 54 246 Domare: Gustavo Méndez (Uruguay) | Publik: 54 246 Domare: Gustavo Méndez (Uruguay) |

### Grupp D
| Nr | Lag        | S | V | O | F | GM | IM | MS | P |
| -- | ---------- | - | - | - | - | -- | -- | -- | - |
| 1  | Costa Rica | 2 | 0 | 2 | 0 | 4  | 4  | 0  | 2 |
| 2  | Kanada     | 2 | 0 | 2 | 0 | 2  | 2  | 0  | 2 |
| 3  | Sydkorea   | 2 | 0 | 2 | 0 | 2  | 2  | 0  | 2 |

|          | 13 februari 2000 | Costa Rica              | 2–2          | Kanada                   | Qualcomm Stadium, San Diego                        |                                                    |
| 12:00 ET | 12:00 ET         | J. Soto 11′ Wallace 54′ | Matchrapport | Corazzin 19′ (str.), 57′ | Publik: 22 131 Domare: Peter Prendergast (Jamaica) | Publik: 22 131 Domare: Peter Prendergast (Jamaica) |
| 12:00 ET | 12:00 ET         |                         |              |                          | Publik: 22 131 Domare: Peter Prendergast (Jamaica) | Publik: 22 131 Domare: Peter Prendergast (Jamaica) |
| 12:00 ET | 12:00 ET         |                         |              |                          | Publik: 22 131 Domare: Peter Prendergast (Jamaica) | Publik: 22 131 Domare: Peter Prendergast (Jamaica) |

|          | 15 februari 2000 | Sydkorea | 0–0          | Kanada | Los Angeles Memorial Coliseum, Los Angeles |                                         |
| 19:00 ET | 19:00 ET         |          | Matchrapport |        | Publik: 23 621 Domare: Brian Hall (USA)    | Publik: 23 621 Domare: Brian Hall (USA) |
| 19:00 ET | 19:00 ET         |          |              |        | Publik: 23 621 Domare: Brian Hall (USA)    | Publik: 23 621 Domare: Brian Hall (USA) |
| 19:00 ET | 19:00 ET         |          |              |        | Publik: 23 621 Domare: Brian Hall (USA)    | Publik: 23 621 Domare: Brian Hall (USA) |

|          | 17 februari 2000 | Sydkorea              | 2–2          | Costa Rica               | Los Angeles Memorial Coliseum, Los Angeles         |                                                    |
| 21:00 ET | 21:00 ET         | D. Lee 14′ M. Lee 75′ | Matchrapport | Wanchope 66′ Medford 85′ | Publik: 54 246 Domare: Argelio Sabillón (Honduras) | Publik: 54 246 Domare: Argelio Sabillón (Honduras) |
| 21:00 ET | 21:00 ET         |                       |              |                          | Publik: 54 246 Domare: Argelio Sabillón (Honduras) | Publik: 54 246 Domare: Argelio Sabillón (Honduras) |
| 21:00 ET | 21:00 ET         |                       |              |                          | Publik: 54 246 Domare: Argelio Sabillón (Honduras) | Publik: 54 246 Domare: Argelio Sabillón (Honduras) |

## Slutspel

### Slutspelsträd
|  | Kvartsfinaler            | Kvartsfinaler |                     |       | Semifinaler | Semifinaler |  |  | Final | Final |
|  |                          |               |                     |       |             |             |  |  |       |       |
|  | 20 februari              |               |                     |       |             |             |  |  |       |       |
|  |                          |               |                     |       |             |             |  |  |       |       |
|  | Costa Rica               | 1             |                     |       |             |             |  |  |       |       |
|  | Costa Rica               | 1             | 24 februari         |       |             |             |  |  |       |       |
|  | Trinidad och Tobago (GG) | 2             |                     |       |             |             |  |  |       |       |
|  | Trinidad och Tobago (GG) | 2             | Trinidad och Tobago | 0     |             |             |  |  |       |       |
|  | 20 februari              |               | Trinidad och Tobago | 0     |             |             |  |  |       |       |
|  |                          | Kanada        | 1                   |       |             |             |  |  |       |       |
|  | Mexiko                   | Kanada        | 1                   | 1     |             |             |  |  |       |       |
|  | Mexiko                   |               | 27 februari         | 1     |             |             |  |  |       |       |
|  | Kanada (GG)              | 2             |                     |       |             |             |  |  |       |       |
|  | Kanada (GG)              | 2             | Kanada              | 2     |             |             |  |  |       |       |
|  | 19 februari              |               | Kanada              | 2     |             |             |  |  |       |       |
|  |                          | Colombia      | 0                   |       |             |             |  |  |       |       |
|  | USA                      | Colombia      | 0                   | 2 (1) |             |             |  |  |       |       |
|  | USA                      | 23 februari   |                     | 2 (1) |             |             |  |  |       |       |
|  | Colombia (str.)          | 2 (2)         |                     |       |             |             |  |  |       |       |
|  | Colombia (str.)          | 2 (2)         | Colombia            | 2     |             |             |  |  |       |       |
|  | 19 februari              |               | Colombia            | 2     |             |             |  |  |       |       |
|  |                          | Peru          | 1                   |       |             |             |  |  |       |       |
|  | Honduras                 | Peru          | 1                   | 3     |             |             |  |  |       |       |
|  | Honduras                 |               |                     | 3     |             |             |  |  |       |       |
|  | Peru                     | 5             |                     |       |             |             |  |  |       |       |
|  | Peru                     | 5             |                     |       |             |             |  |  |       |       |

### Kvartsfinaler
|          | 19 februari 2000 | USA                             | 2–2                      | Colombia                        | Orange Bowl, Miami                               |                                                  |
| 15:00 ET | 15:00 ET         | McBride 20′ Armas 51′           | Matchrapport             | Asprilla 24′ Bedoya 81′, 120'   | Publik: 32 972 Domare: Carlos Batres (Guatemala) | Publik: 32 972 Domare: Carlos Batres (Guatemala) |
| 15:00 ET | 15:00 ET         |                                 |                          |                                 | Publik: 32 972 Domare: Carlos Batres (Guatemala) | Publik: 32 972 Domare: Carlos Batres (Guatemala) |
| 15:00 ET | 15:00 ET         | Wynalda Reyna Lewis Armas Olsen | Straffsparksläggning 1–2 | Pérez Martínez Candelo Mosquera | Publik: 32 972 Domare: Carlos Batres (Guatemala) | Publik: 32 972 Domare: Carlos Batres (Guatemala) |

|          | 19 februari 2000 | Honduras                                                 | 3–5          | Peru                                                              | Orange Bowl, Miami                           |                                              |
| 17:30 ET | 17:30 ET         | Clavasquín 32′ Pavón 67′ (str.) 89' Pineda 69′ Reyes 89' | Matchrapport | Holsen 7′ J. Soto 14′ (str.) Del Solar 50′ Palacios 52′ Sáenz 87′ | Publik: 32 972 Domare: Marío Sánchez (Chile) | Publik: 32 972 Domare: Marío Sánchez (Chile) |
| 17:30 ET | 17:30 ET         |                                                          |              |                                                                   | Publik: 32 972 Domare: Marío Sánchez (Chile) | Publik: 32 972 Domare: Marío Sánchez (Chile) |
| 17:30 ET | 17:30 ET         |                                                          |              |                                                                   | Publik: 32 972 Domare: Marío Sánchez (Chile) | Publik: 32 972 Domare: Marío Sánchez (Chile) |

Matchen avbruten i 89:e minuten sedan planen stormats.
|          | 20 februari 2000 | Costa Rica   | 1–2          | Trinidad och Tobago      | Qualcomm Stadium, San Diego                        |                                                    |
| 12:00 ET | 12:00 ET         | Wanchope 89′ | Matchrapport | Dwarika 26′ Trotman 101′ | Publik: 18 062 Domare: Kim Young-Yoo (South Korea) | Publik: 18 062 Domare: Kim Young-Yoo (South Korea) |
| 12:00 ET | 12:00 ET         |              |              |                          | Publik: 18 062 Domare: Kim Young-Yoo (South Korea) | Publik: 18 062 Domare: Kim Young-Yoo (South Korea) |
| 12:00 ET | 12:00 ET         |              |              |                          | Publik: 18 062 Domare: Kim Young-Yoo (South Korea) | Publik: 18 062 Domare: Kim Young-Yoo (South Korea) |

|          | 20 februari 2000 | Mexiko      | 1–2          | Kanada                    | Qualcomm Stadium, San Diego                        |                                                    |
| 14:30 ET | 14:30 ET         | Ramírez 35′ | Matchrapport | Corazzin 83′ Hastings 92′ | Publik: 18 062 Domare: Peter Prendergast (Jamaica) | Publik: 18 062 Domare: Peter Prendergast (Jamaica) |
| 14:30 ET | 14:30 ET         |             |              |                           | Publik: 18 062 Domare: Peter Prendergast (Jamaica) | Publik: 18 062 Domare: Peter Prendergast (Jamaica) |
| 14:30 ET | 14:30 ET         |             |              |                           | Publik: 18 062 Domare: Peter Prendergast (Jamaica) | Publik: 18 062 Domare: Peter Prendergast (Jamaica) |

### Semifinaler
|          | 23 februari 2000 | Colombia                       | 2–1          | Peru         | Qualcomm Stadium, San Diego                          |                                                      |
| 20:00 ET | 20:00 ET         | Salazar 39′ (sjm.) Bonilla 53′ | Matchrapport | Palacios 75′ | Publik: 3 402 Domare: Rafael Rodríguez (El Salvador) | Publik: 3 402 Domare: Rafael Rodríguez (El Salvador) |
| 20:00 ET | 20:00 ET         |                                |              |              | Publik: 3 402 Domare: Rafael Rodríguez (El Salvador) | Publik: 3 402 Domare: Rafael Rodríguez (El Salvador) |
| 20:00 ET | 20:00 ET         |                                |              |              | Publik: 3 402 Domare: Rafael Rodríguez (El Salvador) | Publik: 3 402 Domare: Rafael Rodríguez (El Salvador) |

|          | 24 februari 2000 | Trinidad och Tobago | 0–1          | Kanada     | Los Angeles Memorial Coliseum, Los Angeles     |                                                |
| 20:00 ET | 20:00 ET         |                     | Matchrapport | Watson 68′ | Publik: 2 841 Domare: Gustavo Méndez (Uruguay) | Publik: 2 841 Domare: Gustavo Méndez (Uruguay) |
| 20:00 ET | 20:00 ET         |                     |              |            | Publik: 2 841 Domare: Gustavo Méndez (Uruguay) | Publik: 2 841 Domare: Gustavo Méndez (Uruguay) |
| 20:00 ET | 20:00 ET         |                     |              |            | Publik: 2 841 Domare: Gustavo Méndez (Uruguay) | Publik: 2 841 Domare: Gustavo Méndez (Uruguay) |

### Final
|          | 27 februari 2000 | Kanada                         | 2–0          | Colombia | Memorial Coliseum, Los Angeles                    |                                                   |
| 12:00 ET | 12:00 ET         | de Vos 45′ Corazzin 68′ (str.) | Matchrapport |          | Publik: 7 000 Domare: Peter Prendergast (Jamaica) | Publik: 7 000 Domare: Peter Prendergast (Jamaica) |
| 12:00 ET | 12:00 ET         |                                |              |          | Publik: 7 000 Domare: Peter Prendergast (Jamaica) | Publik: 7 000 Domare: Peter Prendergast (Jamaica) |
| 12:00 ET | 12:00 ET         |                                |              |          | Publik: 7 000 Domare: Peter Prendergast (Jamaica) | Publik: 7 000 Domare: Peter Prendergast (Jamaica) |

## Priser och utmärkelser
| Skytteligan:   | Mest värdefulle spelaren: | Turneringens nykomling: | Fair Play-priset: |
| -------------- | ------------------------- | ----------------------- | ----------------- |
| Carlo Corazzin | Craig Forrest             | Richard Hastings        | Jason de Vos      |

### Skytteligan
4 mål
- Carlo Corazzin

3 mål
- Carlos Pavón

2 mål
- Roberto Palacios
- Arnold Dwarika
- Cobi Jones

### All Star-laget
- G -  Craig Forrest
- D -  Rafael Márquez
- D -  Jason DeVos
- M -  Ramón Ramírez
- M -  Roberto Palacios
- M -  Russell Latapy
- F -  Cobi Jones
- F -  Arnold Dwarika
- F -  Carlo Corazzin
- F -  Carlos Pavón
- F -  Dwight Yorke

## Lagstatistik
| Lag                   | S | V | O | F | GM | IM | MS | P  |
| --------------------- | - | - | - | - | -- | -- | -- | -- |
| F Kanada              | 5 | 3 | 2 | 0 | 7  | 3  | +4 | 11 |
| F Colombia            | 5 | 2 | 1 | 2 | 5  | 7  | −2 | 7  |
| S Trinidad och Tobago | 4 | 2 | 0 | 2 | 6  | 8  | −2 | 6  |
| S Peru                | 4 | 1 | 1 | 2 | 7  | 7  | 0  | 4  |
| K USA                 | 3 | 2 | 1 | 0 | 6  | 2  | +4 | 7  |
| K Honduras            | 3 | 2 | 0 | 1 | 7  | 5  | +2 | 6  |
| K Mexiko              | 3 | 1 | 1 | 1 | 6  | 3  | +3 | 4  |
| K Costa Rica          | 3 | 0 | 2 | 1 | 5  | 6  | −1 | 2  |
| 1 Sydkorea            | 2 | 0 | 2 | 0 | 2  | 2  | 0  | 2  |
| 1 Guatemala           | 2 | 0 | 1 | 1 | 3  | 5  | −2 | 1  |
| 1 Haiti               | 2 | 0 | 1 | 1 | 1  | 4  | −3 | 1  |
| 1 Jamaica             | 2 | 0 | 0 | 2 | 0  | 3  | −3 | 0  |